# Asociación Deportiva Ciudad de Guadalajara
Die Asociación Deportiva Ciudad de Guadalajara (deutsch etwa: Sportverband der Stadt Guadaljara) ist ein Handballverein in der Stadt Guadalajara in Spanien. Der Verein ist besser bekannt unter dem Namen BM Guadalajara (BM für Balonmano, deutsch: Handball). Die erste Männer-Mannschaft spielte in der Liga ASOBAL.

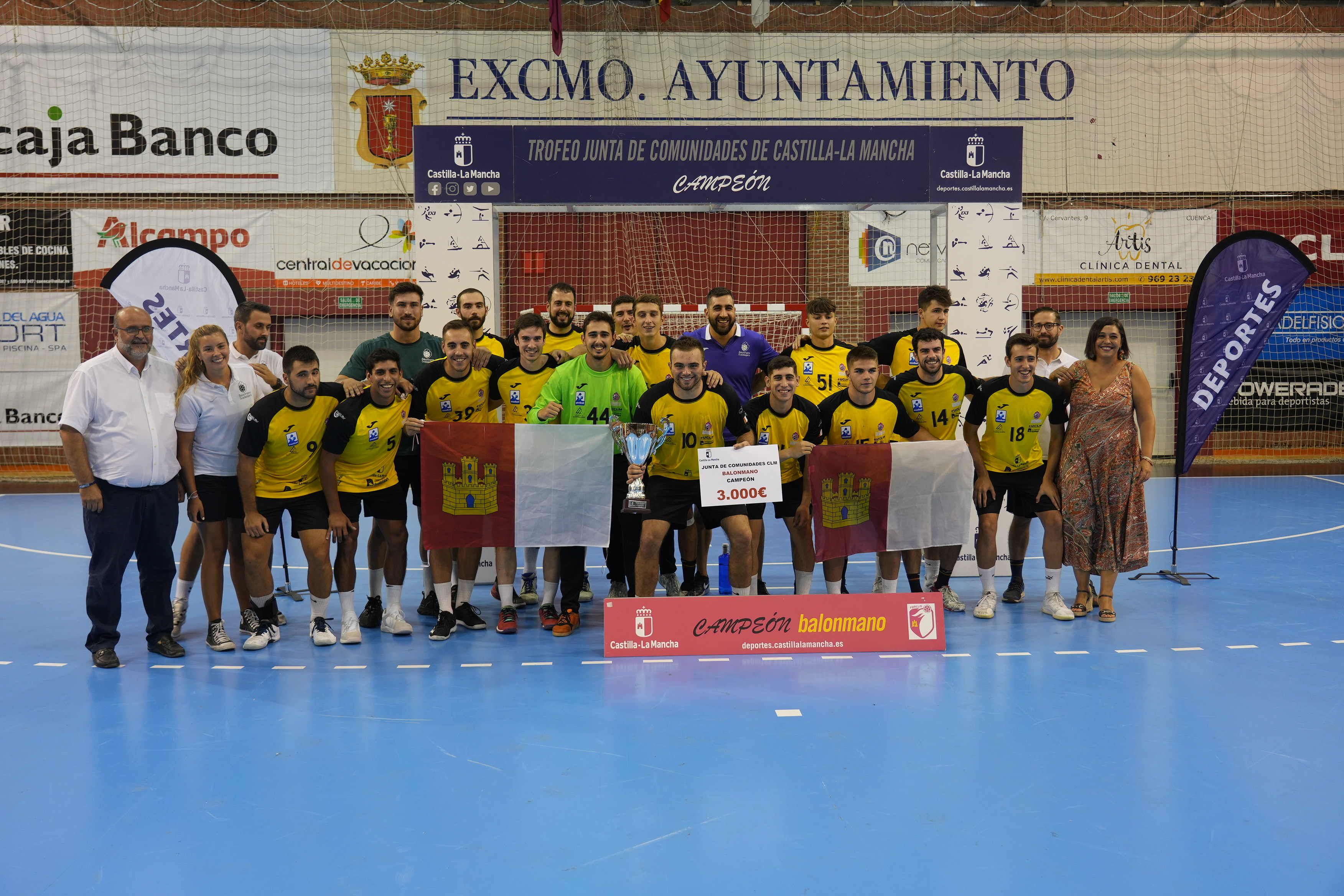
Beim Trofeo Junta de Comunidades, 2022

## Geschichte
In Guadalajara hatte es nach 1996 keinen bedeutenden Handball mehr gegeben. im Jahr 2007 wurde dann die Asociación Deportiva Ciudad de Guadalajara gegründet. Gleich im ersten Jahr gelang der Aufstieg in die División de Honor B, Spaniens zweite Liga. Der Verein trat dabei nach seinem Hauptsponsor als Reálitas Balonmano Guadalajara an. Im Jahr 2009 benannte sich der Verein um in Rayet BM Guadalajara. Im Mai 2010 gelang dem Team der Aufstieg in die Liga ASOBAL. In der Spielzeit 2010/11, der ersten in der höchsten spanischen Liga, trat der Verein als Quabit BM Guadalajara an. Die Mannschaft qualifizierte sich für die Copa Asobal 2017. Nach der Erstligasaison 2020/2021 stieg der Verein als 15. der Tabelle in die zweite Liga ab. Nach der Saison 2021/2022 in der División de Honor Plata stieg das Team wieder in die erste Liga auf; nach einem Jahr in dieser Liga stieg die Mannschaft wieder ab. Aus Sponsoringgründen lief das Team in der Liga Asobal 2022/2023 unter dem Namen Civitas BM Guadalajara auf. Im Jahr 2023 wieder in die zweite Liga abgestiegen, folgte der direkte Wiederaufstieg im Jahr 2024. Um die finanziellen Bedingungen für die Teilnahme an der 1. Liga erfüllen zu können bat der Verein im Mai/Juni 2024 öffentlich um Unterstützung. Nach Platz 14 in der Erstligasaison 2024/2025 gewann das Teamn die Relegation gegen den Zweitligisten UBU San Pablo Burgos und sicherte sich den Klassenerhalt.

## Spieler
Zu den Spielern im Verein gehörten Rafael Guijosa (1989–1993), Alexandru Buligan (1994–1995), Pasqui (1995–1996), Valero Rivera (2008–2009), Velimir Rajić (2008–2010), Stanislav Demovič (2010–2014), Mateo Garralda (2011–2012), Alen Blažević (2011–2012), Draško Nenadić (2012–2013), Iñaki Peciña (2014–2015), José Javier Hombrados (2015–2021), Antonio Serradilla (2018–2020), Javier Rodríguez (2020–2021), José María Márquez (2020–2022), Fábio Chiuffa (2022–) und Alberto Díaz (2020–).

## Trainer
In der Zweitligasaison 2021/22 trainierte Juan Carlos Requena das erste Team der Männer. Erster Trainer des Vereins war Fernando Bolea. Ab 2012 übernahm Mateo Garralda das Amt. Im Jahr 2013 trat Cesar Montés als Trainer an. 2021 hatte Rodrigo Reñones das Team trainiert.

## Spielstätte
Der Verein trägt seine Heimspiele im Polideportivo municipal David Santamaría aus.

## Vereinsfarben
Die Vereinsfarben sind seit der Saison 2013/14 lila (nach den Farben der Stadt) und gelb (nach dem Honig, einem regional bedeutsamen Produkt).